# Ambulante Vorsorgeleistung
Die ambulanten Vorsorgeleistungen in anerkannten Kurorten im In- und EU-Ausland gehören nach § 23 Abs. 2 SGB V  zu den medizinischen Vorsorgeleistungen, die von deutschen Krankenkassen übernommen werden. Mit Wirkung vom 20. Juli 2021 wurden die früheren Ermessensleistungen zu Pflichtleistungen. Ambulante Vorsorgeleistungen dienen dazu, „eine Schwächung der Gesundheit, die in absehbarer Zeit voraussichtlich zu einer Krankheit führen würde, zu beseitigen, einer Gefährdung der gesundheitlichen Entwicklung eines Kindes entgegenzuwirken, Krankheiten zu verhüten oder deren Verschlimmerung zu vermeiden oder Pflegebedürftigkeit zu vermeiden“, wenn dies medizinisch notwendig ist und die ambulante ärztliche Behandlung sowie eine Versorgung mit Arznei-, Verband-, Heil- und Hilfsmitteln dafür nicht ausreichend sind. 

## Einzelmaßnahmen
Ambulante Vorsorgeleistungen umfassen die ärztliche Beratung und Motivation und die erforderliche Behandlung. Maßnahmen der Physikalischen Therapie einschließlich Massagen, Fangopackungen und ortsgebundene Kurmittel, wie zum Beispiel Bäder in Heilquellen sowie Bewegungs- und Entspannungsübungen. Therapien bei der Vorsorgemaßnahme können aktivierende Maßnahmen wie Krankengymnastik und Sportphysiotherapie, Ergotherapie, Schwimmen, Wassertreten oder Terrainkuren sein. Es werden zudem reaktive Maßnahmen der balneo-physikalischen Therapie unter besonderer Beachtung ortstypischer Heilmittel angeboten sowie Verhaltenstraining bei Risikofaktoren in Gruppen- und Einzeltherapien durch Umstellung der Ernährung und beim Umgang mit Alltagsdrogen (Nikotin, Alkohol).

### Ambulante Vorsorgeleistungen
Reichen die ambulanten, ortsgebundenen Maßnahmen nicht aus, können ambulante Vorsorgeleistungen in anerkannten Kurorten in Betracht kommen. Entsprechende Verordnungen sind vor Genehmigung durch die Krankenkasse durch den Medizinischen Dienst der Krankenkassen zu überprüfen. Die früher als offene Badekur bezeichnete Maßnahme wird heute als ambulante Vorsorgemaßnahme bezeichnet.
Bei einer ambulanten Vorsorgemaßnahme kann der Patient die Therapieeinrichtung mit dem Arzt indikationsbezogen, jedoch weitgehend frei wählen sowie seinen Aufenthalt im Kurort selbst organisieren. Gemeinsam mit dem Kurarzt werden dann die jeweiligen Anwendungen ausgewählt, wie beispielsweise Moorbäder, Krankengymnastik, Massagen oder Heuauflagen.
Der Patient sorgt selbst für seine Unterbringung. Ambulante Maßnahmen werden von der zuständigen Krankenkasse bzw. Beihilfestelle bezahlt. In der Regel ist eine 3-Jahresfrist zu beachten, bevor erneut eine Vorsorgeleistung beantragt werden kann.
Eine Sonderform der ambulanten Vorsorgeleistungen stellt die sogenannte Kompaktkur dar. Eine Kompaktkur verfolgt einen ganzheitlichen Ansatz. Dabei werden nicht nur die im Vordergrund stehenden Symptome therapiert, sondern auch deren Ursachen wie Übergewicht oder falsche Bewegungsabläufe. Ebenso gehört dazu eine begleitende psychologische Betreuung, um die Erkrankung zu akzeptieren und sich damit auseinanderzusetzen.

### Kostenübernahme
Die Kosten der ärztlichen Behandlung werden in voller Höhe sowie die Therapiekosten zu 90 % vom Leistungsträger übernommen. Für die übrigen Kosten wie Unterkunft, Verpflegung und Fahrtkosten kann die Krankenkasse einen pauschalen Zuschuss in Höhe von höchstens 16 Euro pro Tag gewähren. Für chronisch kranke Kleinkinder kann der Zuschuss auf bis zu 25 Euro erhöht werden. In der Regel wird eine Vorsorgemaßnahme von 3 Wochen Dauer bewilligt. Bei medizinischer Notwendigkeit und gezielter Begründung ist eine Verlängerung möglich. Während der ambulanten Vorsorgemaßnahme gilt man als arbeitsfähig und wird somit nicht krankgeschrieben. In der Regel ist es deshalb erforderlich, für eine ambulante Maßnahme Urlaubstage einzusetzen.

### Indikationsstellung
- Funktions- und Regulationsstörungen
- Kompensierte, chronische Erkrankungen
- Verhaltensumstellungen bei chronischen Erkrankungen und Risikofaktoren

## Ziele
- Verbesserung der Leistungsfähigkeit
- Funktions- und Regulationstraining
- Anpassung des Verhaltens an bestehende chronische Krankheiten und Behinderungen
- Entwicklung von kompensatorischen Fähigkeiten und Kräften
- Linderung und Beseitigung von Schmerzsymptomen
- Gesundheitstraining mit Hinweisen und Aussprachen zur gesundheitsbewussten Lebensführung, besonders zur Überwindung von Risikofaktoren durch Änderung des Lebensstils
- Hilfe zur Selbsthilfe

## Wirksamkeit, Wirtschaftlichkeit
Eine Dissertation kommt zu dem Ergebnis, dass eine ambulante Vorsorgeleistung "nur minimale Kostenanteile ... bei etwa vergleichbaren Effektstärken... wie in stationären Heilverfahren (verursacht). [S. 60] Da der Erfolg der Maßnahme in der Dissertation nicht quantifiziert wird, wird dieser ersatzweise durch die Effektstärken abgebildet.